# Галушко Микола Дмитрович
Галушко Микола Дмитрович (22 січня 1945, смт. Андрушівка Житомирської області — 12 січня 2006, Житомир[джерело?]) — український радянський партійний і державний діяч, 1-й секретар Богунського районного комітету КПУ міста Житомира, 1-й секретар Житомирського міського комітету КПУ.

## Життєпис
Народився 22 січня 1945 року в смт Андрушівка Житомирської області.
У 1960 році закінчив Андрушівську середню школу № 1.
У 1963 році закінчив Житомирський автомобільно-дорожній технікум за спеціальністю «Будівництво і експлуатація автомобільних шляхів і мостів».
З 1965 по 1968 рік проходив строкову військову службу в Радянській армії.
З 1968 до 1970 року працював слюсарем-збирачем 1-го розряду на Житомирському заводі «Електровимірювач».
16 березня 1970 – 5 січня 1971 року – інструктор відділу комсомольських організацій Житомирського міського комітету ЛКСМ України.
5 січня 1971 – 16 листопада 1971 року – завідувач відділу комсомольських організацій Житомирського міського комітету ЛКСМ України.
17 листопада 1971 – 4 січня 1974 року – інструктор організаційного відділу Житомирського міського комітету КПУ.
4 січня 1974 – 22 січня 1981 року – завідувач організаційно-партійного відділу Корольовського районного комітету КПУ міста Житомира.
У 1975 році закінчив Український інститут інженерів водного господарства за спеціальністю «Промислове та цивільне будівництво».
23 січня 1981 – 14 травня 1984 року – заступник начальника по експлуатації автомобільних шляхів Житомирського обласного виробничого управління будівництва і експлуатації автомобільних шляхів.
15 травня 1984 – 28 квітня 1986 року – заступник голови обласної планової комісії Житомирської обласної ради народних депутатів.
28 квітня 1986 – 28 вересня 1987 року – заступник завідувача відділу організаційно–партійної роботи Житомирського обласного комітету КПУ.
28 вересня 1987 – 27 жовтня 1990 року – перший секретар Богунського районного комітету КПУ.
27 жовтня 1990 – серпень (22 вересня) 1991 року – перший секретар Житомирського міського комітету КПУ.
22 листопада 1991 – 19 жовтня 1995 – головний інженер УПТК Житомирського обласного виробничого управління будівництва і експлуатації автомобільних шляхів.
20 жовтня 1995 – 15 лютого 1999 року – заступник начальника по капітальному будівництву Управління магістральних автомобільних доріг № 12.
15 лютого 1999 – 1 листопада 2000 року – головний інженер Управління магістральних автомобільних доріг № 12.
1 листопада 2000 – 27 червня 2002 року – головний інженер Житомирського обласного об’єднання державних дорожніх підприємств по будівництву, ремонту та утриманню автомобільних шляхів.